# OK-550-reactor

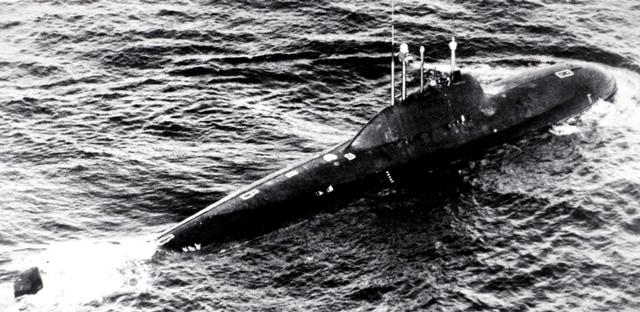
De kernonderzeeërs van de Alfa-klasse hadden een romp van titanium om het gewicht van de loodgekoelde reactor te compenseren.

De OK-550 reactor is een loodgekoelde reactor gebruikt om drie van de zeven Alfa-klasse kernonderzeeërs van de Sovjet-Unie aan te drijven, namelijk die gebouwd te Severodvinsk. De OK-550 leverde een thermisch vermogen van 155 megawatt en had drie koelkringen met een eutecticum van lood en bismut als koelmiddel.